# Chrysosporium queenslandicum
Chrysosporium queenslandicum är en svampart som beskrevs av Apinis & R.G. Rees 1977. Chrysosporium queenslandicum ingår i släktet Chrysosporium och familjen Onygenaceae.   Inga underarter finns listade i Catalogue of Life.